# ОШ Али Бекташи Несалце
ОШ „Али Бекташи” у Несалцу, једна је од установа основног образовања на територији општине Бујановац.
Школа укупно има 19 одељења (2 издвојена одељења, 2 комбинована одељења), рад је организован у једној смени. Школа нема фискултурну салу. Страни језици који се уче су енглески и француски језик.
Настава се одвија на албанском језику.